# Le Monde sans soleil
Le Monde sans soleil (Engels: World Without Sun) is een Franse documentaire uit 1964 geregisseerd door Cousteau. Dit is de tweede film van Cousteau welke een Academy Award wint. De eerste was Le Monde du silence in 1956. De documentaire gaat over "Conshelf twee", de eerste ambitieuze poging om een omgeving te creëren waarin mensen kunnen wonen en werken op de zeebodem. Hierin leefden zes aquanauten, 30 dagen lang, 10 meter onder de zeespiegel van de Rode Zee voor de kust van Soedan.
De recensies van de film waren overweldigend positief, hoewel de film ook beschuldigingen kreeg over het "nabootsen" van beelden, met name door de New York Times recensent Bosley Crowther. Deze had twijfels over de echtheid van twee van de meer dramatische scènes van de film. Dit leidt tot grote ergernis bij Cousteau en hij doet veel moeite in de daarop volgende publicaties om zich te verdedigen. Hij beschrijft in deze publicaties hoe hij moeilijke en innovatieve technieken gebruikt voor het maken van de film.